# Șkurat, Kovel
Șkurat (în ucraineană Шкурат) este un sat în comuna Kozlînîci din raionul Kovel, regiunea Volînia, Ucraina.

## Demografie
Componența lingvistică a localității Șkurat
     Ucraineană (98,28%)
     Rusă (1,72%)
Conform recensământului din 2001, majoritatea populației localității Șkurat era vorbitoare de ucraineană (98,28%), existând în minoritate și vorbitori de rusă (1,72%).